# Vigna spectabilis
Vigna spectabilis är en ärtväxtart som först beskrevs av Paul Carpenter Standley, och fick sitt nu gällande namn av Alfonso Delgado Salinas. Vigna spectabilis ingår i släktet vignabönor, och familjen ärtväxter. Inga underarter finns listade i Catalogue of Life.